# Montchauvet (Yvelines)
Montchauvet település Franciaországban, Yvelines megyében. Lakosainak száma 285 fő (2022. január 1.). Montchauvet Boinvilliers, Civry-la-Forêt, Courgent, Dammartin-en-Serve, Mulcent és Tilly községekkel határos.

## Népesség
A település népességének változása:
| Lakosok száma | 271  | 273  | 286  | 285  | 291  | 297  | 306  | 295  | 285  |
|               | 2013 | 2015 | 2016 | 2017 | 2018 | 2019 | 2020 | 2021 | 2022 |